# Hirschfeldtprisen
Hirschfeldtprisen (fullständigt namn Hirschfeldt-prisen for fremragende innsats for økt forståelse og samfølelse mellom samfunnsgrupper) var ett av den norska pressens priser. Den avvecklades 1990 tillsammans med Narvesenprisen, och ersattes av Den Store Journalistprisen.
Några av Hirschfeldtprisens viktigaste mottagare var Solveig Bøhle, Simon Flem Devold, Ola Hjulstad, Arne Skouen och Gerhard Helskog.